# Raymond Stevens
Raymond („Ray”) Stevens (ur. 26 lipca 1963 w Camberley) – były brytyjski judoka, zdobywca srebrnego medalu na letnich igrzyskach olimpijskich w Barcelonie w kategorii do 95 kilogramów. W finale przegrał z węgierskim zawodnikiem Antalem Kovácsem.